# 홍종욱
홍종욱(洪鍾旭, 1924년 1월 9일~2010년 12월 1일)은 대한민국의 정치인이다. 제11·12대 국회의원을 지냈다.

## 학력
- 1938년 춘천사범학교 졸업
- 성균관대학교 졸업

## 경력
- 1945년 10월:춘천초등학교 교사
- 1949년 8월:금선초등학교 교감
- 1961년 3월:춘성군 교육구 교육감
- 1963년 12월:강원도교육연구소 소장
- 1972년:서울 혜원여자중학교 교장
- 1976년 7월~1980년 7월:춘천교육대학 학장
- 1980년 7월:강원도교육위원회 교육감[1]
- 민정당 중앙집행위원, 민정당 강원도 지부위원장, 중앙위원회부의장
- 제11대 국회의원(민주정의당, 강원 춘천시·춘성군·철원군·화천군)
- 11대 국회 보사위, 올림픽 특위. 문공위, 예결위
- 제12대 국회의원(민주정의당, 전국구)
- 12대 국회 농수산위, 예결위, 지자제 특위
- 재단법인 민족문화 기념회 회장
- 강원도청 자문위원장

## 역대 선거 결과
|  | 42.37% |

|  | 35.25% |